# Эрнандес, Эндрю
Эндрю Эрнандес (англ. Andrew Hernandez; 10 января 1999, Гибралтар) — гибралтарский футболист, полузащитник клуба «Сент-Джозефс» и сборной Гибралтара. Брат Энтони Эрнандеса.

## Биография

### Клубная карьера
Как и его старший брат, Эндрю Эрнандес является воспитанником испанского клуба «Кадис». В 2014 году он перешёл в гибралтарский «Манчестер 62», однако за основную команду так и не сыграл. Дебютировал на взрослом уровне в сезоне 2016/17 в составе «Гибралтар Юнайтед», за который провёл 24 матча и забил 1 гол в чемпионате Гибралтара. Сезон 2017/18 провёл в Англии в университетской команде, представляющей Ноттингемский университет. Летом 2018 года вернулся в чемпионат Гибралтара, где подписал контракт с «Линкольн Ред Импс», однако за новый клуб провёл лишь 3 матча и зимой перебрался в «Сент-Джозефс».

### Карьера в сборной
С 2013 года выступал за юношескую сборную Гибралтара. За основную сборную дебютировал 13 октября 2018 года в выездном матче Лиги наций против сборной Армении, который завершился победой Гибралтара со счётом 1:0. Всего на том турнире провёл за сборную 4 игры.